# ヘベフィリア
ヘベフィリア（英: Hebephilia）とは、青年期初期の、通常11-14歳で、身体発達のタナー段階2-3を示す思春期の子供に対する性的欲求。ペドフィリア（思春期前の子供に対する性的欲求）やエフェボフィリア（青年期後期、通常15-19歳に対する性的欲求）とは異なる。